# Species Muscorum Frondosorum
Species Muscorum Frondosorum (abreviado Sp. Musc. Frond.) es un libro con ilustraciones y descripciones botánicas que fue escrito por el médico y botánico especialista en briófitas alemán Johannes Hedwig y publicado en Leipzig en el año 1801 con el nombre de Species muscorum frondosorum ? descriptae et tabulis aeneis lxxvii coloratis illustratae /Joannis Hedwig; opus posthumum, editum a Friderico Schwaegrichen. (1801)